# Billy Shearsby
Billy-Joe Shearsby (né le 14 septembre 1972) est un coureur cycliste australien. Actif au début des années 1990, il a notamment été champion du monde de poursuite par équipes en 1993.

## Biographie
Billy Shearsby commence la pratique du cyclisme après avoir dû arrêter le surf à cause d'une infection à une oreille. Il obtient rapidement de bons résultats et progresse en catégorie junior, au Blackburn Cycling Club. Il intègre l'Australian Institute of Sport. 
En 1992, il remporte la course d'un jour Grafton to Inverell Classic, une classique sur route disputée en Australie. 
L'année suivante, il participe aux championnats du monde sur piste à Hamar en Norvège. Avec Brett Aitken, Stuart O'Grady et Tim O'Shannessey, il remporte la médaille d'or de la poursuite par équipes. C'est la première médaille d'or pour l'Australie dans cette discipline. Ils établissent un nouveau record du monde, parcourant les quatre kilomètres en 4 min 3 s 840. Ce record est battu en 1996, lors des championnats du monde, par l'équipe d'Italie.
En 1994, il quitté l'Australian Institute of Sport, en raison de différends avec l'entraîneur national controversé Charlie Walsh, avec qui il s'estime mal traité et dont la méthode de management est très rigide : « Il nous a littéralement traité comme s'il nous détestait ». Shearsby poursuit sa carrière aux États-Unis, mais avec peu de succès. Après deux saisons, il retourne en Australie et a une dépression nerveuse. En conséquence, il souffre de dépression, d'anxiété, prend de la drogue et boit de l'alcool. Il arrête le cyclisme en 1995, à 22 ans.
Dans les années 2010, il rend public ses problèmes de santé et renouvellent ses critiques sur l'ancien entraîneur Charlie Walsh.

## Palmarès sur piste

### Championnats du monde
- Hamar 1993
  -  Champion du monde de poursuite par équipes

## Palmarès sur route
- 1992
  - Grafton to Inverell Classic